# The essential collection
The Essential Collection es un álbum recopilatorio publicado en el año 2000 por la banda inglesa de pop rock Duran Duran. Incluye casi exclusivamente material de sus dos primeros álbumes, Duran Duran y Rio. Fue reeditado en 2007.

## Lista de canciones
1. "Girls on Film" – 3:28
2. "Planet Earth" – 3:56
3. "Fame" – 3:19
4. "Careless Memories" – 3:53
5. "Anyone Out There" – 4:01
6. "Sound of Thunder" – 4:05
7. "Is There Something I Should Know?" – 4:10
8. "Like An Angel" – 4:46
9. "Hold Back The Rain" – 3:48
10. "Save a Prayer" (US Single Version) – 3:46
11. "My Own Way" – 4:50
12. "Rio" (US Edit) – 4:45
13. "New Religion" – 4:00
14. "The Chauffeur" – 5:12
15. "Hungry Like the Wolf" (Single Version) – 3:24
16. "Lonely In Your Nightmare" – 3:48
17. "Last Chance On The Stairway" – 4:19
18. "Make Me Smile (Come Up And See Me)" (Live) – 4:55